# 吻我吧娜娜—張雨生音樂劇創作記錄
《吻我吧娜娜-張雨生音樂劇創作記錄》是由豐華唱片和果陀劇場共同出版的音樂劇創作專輯。改編自莎士比亞的劇作《馴悍記》，1997年以台灣第一齣搖滾歌舞劇之姿，躍上台灣的表演藝術舞台，受到觀眾及各界的極度讚賞。

## 劇情簡介
21世紀一個超炫的年代、一個繁華亮麗的城市─米羅城，這個城裏有個辣妹名叫郝麗娜，天生凶悍人人怕。而她的妹妹郝麗絲卻是溫馴可愛人人誇，男人都想追求郝麗絲的愛情，不管是多金的大少，還是溫柔多情的大帥哥。
這一天，城裡卻來了一位狂妄自大的猛浪男子─潘大龍。他認為，柔順的女人不夠看，世界上滿地找都有這種人，他需要一個能夠挑起男人的烈骨、刺激男人的口味、重振男人雄風的女人。他決定要追求郝麗娜！
於是米羅城成了愛情追逐戰場，大男人撞上了大女人，好男人泡上了小美女，這下熱門又搖滾，大家一起來樂翻米羅城！

## 曲目
- 1.國歌
- 2.雨生訪談Ⅰ
- 3.序曲
- 4.有個辣妹郝麗娜
- 5.我就是辣妹，怎樣？！
- 6.女人應是如此
- 7.我扮作你你扮作我
- 8.我扮作你你扮作我（轉場音樂）
- 9.雨生訪談Ⅱ
- 10.帶刺玫瑰Ⅰ
- 11.帶刺玫瑰Ⅱ
- 12.雨生訪談Ⅲ
- 13.女人真如此
- 14.吻我吧娜娜Ⅰ
- 15.吻我吧娜娜Ⅱ
- 16.吻我吧娜娜Ⅲ
- 17.鴿子與老鷹
- 18.霍氏音階
- 19.我要嫁了
- 20.誰說婚禮都是神聖的Ⅰ
- 21.誰說婚禮都是神聖的II
- 22.我是你的海港
- 23.雨生訪談Ⅳ
- 24.刺蝟碰上仙人掌
- 25.籠中鳥
- 26.琴瑟和鳴Ⅰ
- 27.考驗你的愛人
- 28.荒郊野外
- 29.雨生訪談Ⅴ
- 30.愛情的奇蹟
- 31.舞會（演奏）
- 32.男人征服
- 33.女人反撲
- 34.琴瑟和鳴Ⅱ
- 35.謝幕曲

## 外部連結
- 張雨生在果陀劇場演出片段：吻我吧娜娜（页面存档备份，存于）
- 誰說婚禮都是神聖的I（页面存档备份，存于）